# 马丁斯赫厄
马丁斯赫厄是德国莱茵兰-普法尔茨州的一个市镇。总面积10.93平方公里，总人口1681人，其中男性975人，女性706人（2011年12月31日），人口密度154人/平方公里。